# Sharlene Mawdsley
Sharlene Mawdsley (* 10. August 1998) ist eine irische Leichtathletin, die sich auf den Sprint spezialisiert hat. 2024 wurde sie Europameisterin in der Mixed-Staffel über 4-mal 400 Meter.

## Sportliche Laufbahn
Erste internationale Erfahrungen sammelte Sharlene Mawdsley im Jahr 2015, als sie bei den Junioreneuropameisterschaften in Eskilstuna im 200-Meter-Lauf in 24,09 s den achten Platz belegte und mit der irischen 4-mal-100-Meter-Staffel nach 45,38 s auf Rang vier einlief. Im Jahr darauf wurde sie bei den U20-Weltmeisterschaften in Bydgoszcz über 200 Meter im Vorlauf disqualifiziert und belegte mit der Staffel in 44,82 s Rang fünf. 2017 gelangte sie bei den U20-Europameisterschaften in Grosseto bis in das Halbfinale und schied dort mit 23,98 s aus, während sie mit der Staffel in 44,47 s auf Rang vier einlief. 2019 nahm sie im 400-Meter-Lauf an den U23-Europameisterschaften in Gävle teil und belegte dort in 53,57 s den siebten Platz und belegte mit der Staffel in 44,32 s Rang vier. 2021 schied sie bei den Halleneuropameisterschaften in Toruń mit 53,68 s im Vorlauf aus. Anfang Mai belegte sie dann bei den World Athletics Relays im polnischen Chorzów in 3:20,26 min den siebten Platz in der Mixed-Staffel und im Vorlauf stellte sie mit 3:16,84 min einen neuen Landesrekord auf. Im Jahr darauf verpasste sie bei den Hallenweltmeisterschaften in Belgrad mit 3:30,97 min den Finaleinzug mit der Staffel. Im Juli belegte sie bei den Weltmeisterschaften in Eugene in 3:16,86 min den achten Platz in der Mixed-Staffel und anschließend schied sie bei den Europameisterschaften in München mit 52,63 s in der ersten Runde über 400 Meter aus und gelangte mit der Frauenstaffel mit 3:26,62 min auf Rang sechs.
2023 schied sie bei den Halleneuropameisterschaften in Istanbul mit 53,37 s im Halbfinale über 400 Meter aus und belegte in der 4-mal-400-Meter-Staffel in 3:32,61 min den fünften Platz. Im Juni wurde sie bei der 3. Liga der Team-Europameisterschaft im Zuge der Europaspiele in Chorzów in 51,55 s Erste über 400 Meter und gelangte auch in der Mixed-Staffel mit 3:17,16 min auf den ersten Platz. Im August belegte sie mit der Mixed-Staffel in 3:14,13 min den sechsten Platz bei den Weltmeisterschaften in Budapest und im Einzelbewerb schied sie mit 51,78 s im Halbfinale aus. Zudem belegte sie mit der Frauenstaffel in 3:27,08 min den achten Platz. Im Jahr darauf wurde sie bei den Hallenweltmeisterschaften in Glasgow im Halbfinale disqualifiziert und belegte mit der Staffel in 3:28,92 min den fünften Platz. Im Mai wurde sie bei den World Athletics Relays in Nassau in 3:11,53 min Dritte in der Mixed-Staffel hinter den Teams aus den Vereinigten Staaten und den Niederlanden. Zudem verhalf sie der Frauenstaffel zum Finaleinzug und sicherte Irland damit einen Startplatz bei den Olympischen Spielen in Paris. Im Juni belegte sie bei den Europameisterschaften in Rom in 51,59 s den achten Platz über 400 Meter, siegte in der Mixed-Staffel mit neuem Landesrekord von 3:09,92 min gemeinsam mit Christopher O’Donnell, Rhasidat Adeleke und Thomas Barr und holte in 3:22,71 min (ebenfalls neuer Landesrekord) gemeinsam mit Sophie Becker, Rhasidat Adeleke und Phil Healy die Silbermedaille in der Frauenstaffel hinter dem niederländischen Team. Im August verpasste sie bei den Olympischen Sommerspielen in Paris mit 3:12,67 min den Finaleinzug in der Mixed-Staffel und über 400 Meter schied sie mit 51,18 s in der Hoffnungsrunde aus. Zudem belegte sie mit der Frauenstaffel in 3:19,90 min im Finale den vierten Platz und stellte damit einen neuen Landesrekord auf.
2025 belegte sie bei den Halleneuropameisterschaften in Apeldoorn in 3:17,63 min den fünften Platz in der Mixed-Staffel über 4-mal 400 Meter.
In den Jahren 2019 und 2023 wurde Mawdsley irische Meisterin im 400-Meter-Lauf im Freien sowie 2024 und 2025 in der Halle. Zudem wurde sie 2017, 2022 und 2023 Hallenmeisterin im 200-Meter-Lauf.

## Persönliche Bestzeiten
- 200 Meter: 23,18 s (+0,6 m/s), 10. Juni 2023 in Genf
  - 200 Meter (Halle): 23,50 s, 18. Februar 2023 in Dublin
- 400 Meter: 50,71 s, 5. August 2024 in Paris
  - 400 Meter (Halle): 51,69 s, 2. Februar 2025 in Glasgow